# ロールバッハ金属飛行機

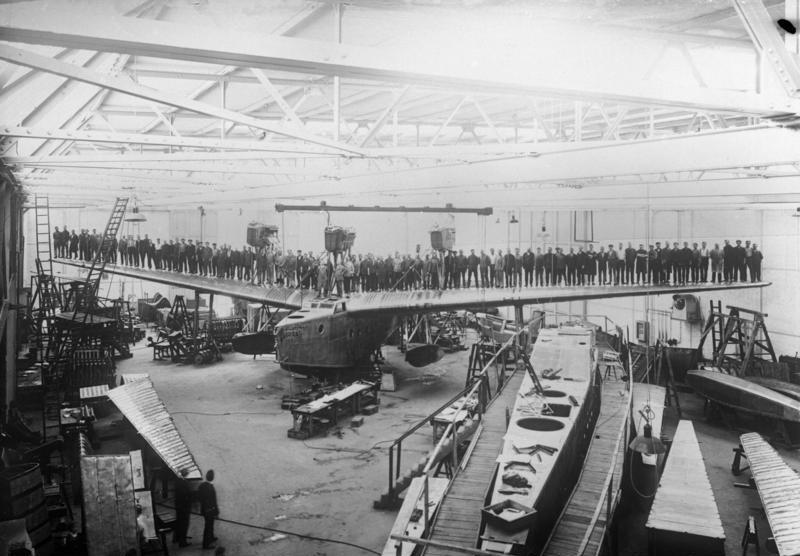
強度をアピールするため翼の上に乗った工員たち（1933年）

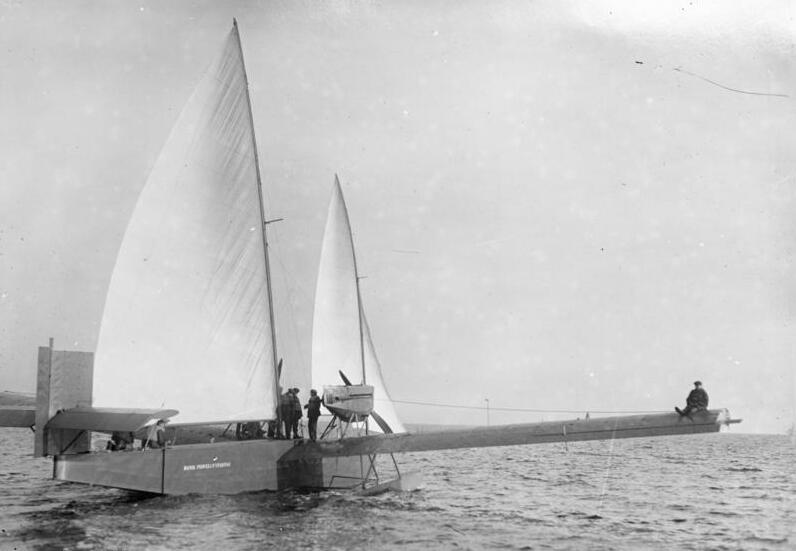
ロールバッハ Ro II。このように、一部の飛行艇には取り外しできるマストがあり、帆を張って着水時の動力とすることができた

ロールバッハ金属飛行機（ドイツ語: Rohrbach Metallflugzeugbau）はドイツに存在した航空機メーカー。主に飛行艇を製造しており製品は社名の『Metallflugzeugbau（金属飛行機）』の通り、当時は最先端技術だった軽合金製の応力外皮構造による全金属製の航空機を設計していた。
ツェッペリン飛行船会社のシュターケン製作所で働いていた工学博士、アドルフ・ロールバッハが1922年に前身となる会社を設立した。当時はヴェルサイユ条約によりドイツの航空産業が制限されていたため、デンマークにRohrbach-Metall-Aeroplan Co. A/Sを設立し、製造を行っていた。1926年に規制が緩和されるとアドルフはベルリンに戻り、ロールバッハ金属飛行機を設立した。同年に完成したロールバッハ Ro VIII ローランドがドイツ・ルフトハンザに採用され、ヨーロッパ諸国を結ぶ路線で多く利用された。
1934年にはアドルフ・ロールバッハが技術顧問を務める航空機メーカーWeser Flugzeugbauに統合された。
クルト・タンクは大学卒業後、教授の推薦によりロールバッハのテストパイロットとして入社し、約4年間勤務していた。

## 製品
- ロールバッハ RoI
- ロールバッハ Ro II 1923
- ロールバッハ  Ro III 1927
- ロールバッハ Ro IIIa Rodra
- ロールバッハ Ro IV Inverness 1925
- ロールバッハ Ro V Rocco 1927
- ロールバッハ Ro VI 1928
- ロールバッハ Ro VII Robbe 1926
- ロールバッハ Ro VIII ローランド 1926
- ロールバッハ Ro IX 1927
- ロールバッハ Ro X Romar 1927
- ロールバッハ Ro XI Rostra 1928

## リンク
- http://www.xs4all.nl/~androom/biography/p012524.htm
- http://www.histaviation.com/Rohrbach.html Rohrbach
- http://www.letletlet-warplanes.com/2008/06/04/german-flying-boats-part-1-1914-1935/4/